# NGC 1996
NGC 1996 је група звезда у сазвежђу Бик која се налази на NGC листи објеката дубоког неба.
Деклинација објекта је + 25° 49' 4" а ректасцензија 5h 38m 10,2s. Привидна величина (магнитуда) објекта NGC 1996 износи 9,8.